# نصب تسواهن
نصب تسواهن أو تمثال المرأة الميسانية المعروف شعبيا باسم تسواهن في منطقة الماجدية مركز مدينة العمارة جنوب العراق، يبلغ ارتفاع التمثال 23 مترًا ويعد أكبر تمثال في الوطن العربي.
يشير التمثال إلى المرأة الميسانية التي وقفت إلى جانب المقاتلين العراقيين في الحرب العراقية الإيرانية التي وقعت بين عامي 1980 و 1989”، وشيده النحات الراحل أحمد البياتي في أواخر الثمانينات، ويعد من أهم معالم المحافظة كونه يرمز للمرأة الميسانية الكادحة وهي تواجه قسوة الحياة.
ويتكون التمثال من سيدة ترفع حمامة السلام وعجلة التقدم متأزرة بعباءتها المعروفة لدى الإمرأة الجنوبية وعمامتها التي زينت رأسها الشامخ.

## وصف التمثال
يتكون العمل من أربعة أجزاء فضلاً عن القاعدة ويشكل مضلعا من الخارج والتمثال هو ثالث عمل في العالم وأول عمل في الوطن العربي ينفذ بطريقة اللحام البارد من حديد الزاوية ونفذ بطريقة فنية مبتكرة باستخدام حديد البليت بسمك (18) ملم، وقد شكلت مقاطع العمل تشكيلات ذات قيم كتلوية تتفاعل مع الفراغ، وأن الحس المنظوري للعمل يوحي للمشاهد أن النصب خلق من كتلة طينية وبخطوط ومنحنيات تجسد المعاني الروحية بأبعاد إنسانية للرموز التي شكلتها كل المقاطع المرتبطة بهذا الفرح.
يظهر النصب صورة امرأة ميسانية شامخة تحمل عجلة التقدم، وحمامة السلام على رأسها، كما تضع في إحدى يديها بعض أوراق نبات "الكعيب" الذي ينمو في أهوار ميسان، واتشحت هذه المرأة باللون البني، وهو ما يشير في المحافظة إلى لون عباءة الرجل، في إشارة إلى ستر المرأة الميسانية.

## قصة التمثال وتاريخه
يقول الشاعر والناقد التشكيلي غسان حسن محمد أن الفنان أحمد البياتي عندما سألته لماذا
اللون –البني في نصب المرأة الميسانية أجاب أن اختياري لهذا اللون جاء لأنه يجسّد لون
الأرض والصحراء والقهوة العربية والخيول العراقية وسحنة أبناء الجنوب.
لقد صمم البياتي هذا التمثال في ثمانينات القرن الماضي كَرد فعل على امتهان المرأة التي
تعرضت لأقسى الظروف بعد أن أثكلتها الحرب ورمّلتها ويتّمتها، وقد بدأت تحت قسوة تلك
الظروف تمتهن شتى المهن وتبتذل في بعض الأحيان ، فكانت ردة الفنان البياتي أن صوّرها
شامخة عملاقة تحمل ما تحمل من رموز الكبرياء.
أُشيع أنه يمثل أسطورة(تسواهن) وهي من أساطير حرب الثمانينات، التي تتحدث عن امرأة
من أهل الريف، قاتلت الجنود الإيرانيين في منطقة شرق دجلة وقتلت بعضهم،
هي امرأة عراقية لُقّبت في ما بعد باسم تسواهن حيث اقتحمه الجنود الإيرانيين وعددهم ١٢ جندي مع بنادقهم بيتها حيث لم يكن أحد متواجد في البيت وحينما عادت وجدت ١٢  جندي في إحدى الغرف وكانوا قد أكلوا و شربوا فقامت بكل هدوء دون أن تعمل أي صوت بقفل باب الغرفة المتواجدين بها بالمفتاح وقد طلبوا منها فتح الباب وهنا أخبرتهم إرموا أسلحتكم من فتحة صغيرة للتهوية وأنا سأفتح الباب وما إن فعلوا ما طلبت منهم قامت بالاتصال بالجيش الشعبي العراقي وأُخذوا كأسرى وقد عرضوا على التلفاز العراقي كذلك شاهد سكان المنطقة الجيش وهو يخرجهم من بيتها .
قال فراس طه الصكر، رئيس اتحاد الأدباء والكتاب في ميسان: في مدينة كالعمارة يحتفي
أهلها بموروث إنساني حضاري قيمي كبير، مواجهة للفقر والاضطهاد، دأب الناس على حكايات
الأجداد ، حيث الكرم والشجاعة والكبرياء والشرف ولكل هذا كان للأم الميسانية دورها الكبير
في الحياة، مجسدة الرمز الإنساني والقيمة الاجتماعية للمرأة العراقية، وأغلب هذا تجسد في
نصب المرأة الميسانية من العطاء والكبرياء والشموخ الذي أبدعه الفنان أحمد البياتي وأصبح 
النصب من العلامات الفارقة في مدينة العمارة.

## فكرة التمثال
يقول الفنان احمد البياتي الذي نفذ التمثال في لقاء صحفي معه ان هذا التمثال الذي يعد أكبر تمثال في الشرق
الأوسط، يمثل الصوت النسوي الذي ينطلق من اهوار العراق، هذا الصوت الذي أرادوا خنقه
وهو رسالة مفتوحة للأجيال لتقرأ بين سطورها النازفة سفر الإبداع العراقي ومعاناة المرأة في
زمن الاضطهاد والقهر، فهو يكتنز بالمضامين العميقة للمعاني والدلالات الفنية، حيث ان العمل
هو مغامرة في استخدام صفائح البليت التي تعد عملية تطويعها صعبة للغاية، إلا ان اصرارنا
على خوض غمار هذه التجربة والمراهنة مع الذات والواقع جعلنا نتوصل إلى هذه النتيجة
الطيبة، وهو كمعنى يمثل امتدادا بين الماضي والحاضر على وفق منظور فني جديد.
وتابع: لقد جعلت التمثال كتلة صلدة متحركة ليس في عرضها فحسب، بل (في طولها) لكي
تولد رموزها ودلالاتها، فهنالك مزج بين النخلة وسعفها مع غطاء الرأس، وكذلك بيادر الحنطة
والشعير التي تطوق رأس المرأة (التمثال) بقارات العالم الخمس، أما قرطها المتدلي من اذنها
اليسرى فهو رمز للثروة السمكية وآلات الصيد (الفالة والفانوس) وخصلة شعرها المنسدلة
على كتفها الأيمن هي رمز للإلياذة السومرية القديمة حيث آلهة الحب والخصب والجمال
(عشتار) انها تحمل مضامين الاهوار بكل مفرداتها ومعاناتها.